# 李仁老
李仁老（：／ Lee In-ro，1152年—1220年），字眉叟，号双明斋。朝鲜高丽王朝诗人。他处于政治高压中，怀才不遇，故借诗歌讽喻世事，著有多部汉诗集。他重视作品的内容，反对形式主义的模仿，强调文学创作贵在“托物寓意”，其《破闲集》是稗说文学的重要作品。

## 生平
李仁老出身贵族家庭，属庆源李氏，据说由华严宗僧人寥一抚育成人。自幼聪明好学、精诗文、善书法。1170年高丽王朝发生武臣夺取政权的庚寅之乱后，李仁老削发为僧，入山十年不出。1180年国子监文科状元及第。1182年曾出使中国，回国后补桂阳管记，入翰林院。历任吏部员外郎、秘书监右谏议大夫等职。
在武臣专政下，文人遭受迫害，政治上受到压制。李仁老和林椿、吴世才、李湛之等七人结为密友，被称为“江左七贤”。他们诗风收到苏轼、黄庭坚等人影响,经常诗酒往来，有时通过诗文讽刺朝政，不愿和当政势力妥协。，故《高丽史·李仁老传》说他“性偏急，忤当世不为大用”。他的儿子李世璜也说他“心中汹汹，居常郁郁”。

## 创作
李仁老以汉诗著名，作品有《银台集》、《银台集后集》 、《破闲集》和《双明斋集》，但流传下来的仅有《破闲集》和收在《东文选》里的一部分汉诗。其中代表汉诗有《续行路难》、《野菊》、《赠接花者》、《游智异山》和《山居》等，在其中揭露了世道的不公和权贵的暴虐。在《续行路难》中，他渴望扣开天门,借天河之水以洗刷污浊的世界，表示了他深沉的悲愤情绪。
有时李仁老的诗文也表达出逃避现实的思想，向往桃花源式的世外之乡，在散文《青鹤洞记》中有所反映。李仁老的《破闲集》刊行于1260年，收有杂文300余篇，包括诗话、史话以及崔致远、郑知常等著名诗人的逸话，还记述了传说、民谣、风俗习惯、文物制度等，被誉为“朝鲜诗话之冠”。